# Зграда Прве крагујевачке гимназије
Зграда Прве крагујевачке гимназије је подигнута у периоду од 1884. до 1888. године, за гимназију у Крагујевцу, прву школску установу те врсте у тадашњој Србији, основане 1833. године.
Зграда гимназије је подигнута по пројекту који је урађен у Бечу, састоји се из приземног и спратног дела, са основом у облику ћириличног слова П. Средишни део главне фасаде је јако наглашен и посебно декоративно обрађен. На њему доминирају широки лучни отвори прозора, са китњастим венцима и другим украсима рађеним у класицистичком стилу. Посебно се у спратном делу издвајају монументални коринтски стубови, који дају специфичан изглед читавој грађевини.
Зграда Прве крагујевачка гимназија се налази под заштитом државе од 1970. године и представља непокретно културно добро као споменик културе од великог значаја.